# ¿¡انقلاب!?
¿¡انقلاب!? (به اسپانیایی: ¿¡Revolución!?) یک فیلم مستند سیاسی محصول ۲۰۰۶ است که چارلز جروایس روزنامه نگار اهل کبک کانادا آن را ساخته است.
موضوع آن بررسی انقلاب بولیواری هوگو چاوز رئیس جمهور ونزوئلا می باشد.